# Khamis Al-Dosari
Khamis Al-Owairan Al-Dossari (en árabe خميس العويران الدوسري) (Riad, Arabia Saudita, 8 de septiembre de 1973 - 7 de enero de 2020) fue un futbolista saudí que jugaba en la posición de centrocampista.

## Clubes
| Club                         | País           | Año       |
| ---------------------------- | -------------- | --------- |
| Al-Hilal Saudi Football Club | Arabia Saudita | 1991-2001 |
| Al-Ittihad Jeddah Club       | Arabia Saudita | 2001-2007 |

## Fallecimiento
Khamis Al-Dosari falleció el 7 de enero de 2020, tras luchar contra el Cáncer.